# Майдан-Рушовський
Майдан-Рушовський (пол. Majdan Ruszowski) — село в Польщі, у гміні Лабуне Замойського повіту Люблінського воєводства.
Населення — 309 осіб (2011).
У 1975-1998 роках село належало до Замойського воєводства.

## Демографія
Демографічна структура станом на 31 березня 2011 року:
|          | Загалом | Допрацездатний вік | Працездатний вік | Постпрацездатний вік |
| -------- | ------- | ------------------ | ---------------- | -------------------- |
| Чоловіки | 161     | 37                 | 107              | 17                   |
| Жінки    | 148     | 38                 | 71               | 39                   |
| Разом    | 309     | 75                 | 178              | 56                   |